# Robert Coleman Richardson
Robert Coleman Richardson (Washington, 1937. június 26. – Ithaca, New York, 2013. február 19.) Nobel-díjas amerikai kísérleti fizikus.

## Életpálya
1959-1960 között a hadseregben szolgált. Egyetemi tanulmányait az Osheroff Douglas intézetben végezte. 1958-ban doktor fokozatot szerzett, 1960-ban megvédte címét, 1965-től egyetemi professzor.

## Kutatási területei
Kutatásának középpontjában a nukleáris mágneses rezonancia felhasználásával bizonyítani a kvantum hatását a folyadékokra és szilárd anyagokra rendkívül alacsony hőmérsékleten.

## Szakmai sikerek
1996-os megosztott fizikai Nobel-díjat kapott két tudós David Morris Lee és Douglas Dean Osheroff társával, a hélium-3 izotóp alacsony hőmérsékleten létrejövő szuperfolyékony tulajdonságának felfedezéséért.